# 戈特弗里德·韦伯
戈特弗里德·路德维希·韦伯（Gottfried Ludwig Weber，1899年1月31日—1958年8月16日）是第二次世界大战期间的一位納粹德國德國国防军将领，曾获颁騎士鐵十字勳章並指揮第81步兵師、第61步兵師、第93步兵师、第16軍。
1945年5月，韦伯在库尔兰口袋向苏军投降，之后在苏联被判定为战犯，一直监禁到1955年。1956年，韦伯加入西德聯邦國防軍，最高军衔为少将。他最终于1958年8月17日在奥地利菲拉赫死于车祸。